# Karl Kuolt
Karl Kuolt (* 3. April 1879 in Spaichingen; † 8. November 1937 in München) war ein deutscher Bildhauer, der vor allem durch seine Arbeiten im Bereich der sakralen Kunst bekannt wurde.

## Leben
Karl Kuolt wurde als Sohn des Kunstschreiners Stanislaus Kuolt und dessen Ehefrau Anna, geb. Braun, in Spaichingen geboren. Die Familie betrieb eine Kunstschreinerei in unmittelbarer Nähe des damaligen Oberamtsgebäudes (heute Polizeirevier Spaichingen). Dort entstanden unter anderem in den Jahren 1900 und 1901 Ausstattungsstücke für die Spaichinger Stadtpfarrkirche St. Peter und Paul, darunter die Kanzel, zwei Seitenaltäre und die Kommunionbank.
Zunächst erlernte Kuolt das Handwerk des Möbelschnitzers und Altarbauers im Betrieb seines Vaters. Anschließend sammelte er praktische Erfahrungen in weiteren Werkstätten, bevor er 1897 nach München ging. Ab 1904 studierte er an der Münchner Kunstgewerbeschule, danach an der Akademie der Bildenden Künste München im Fach Bildhauerei.
Karl Kuolt starb im Jahr 1937 im Alter von 58 Jahren in München.

## Werk
Karl Kuolt spezialisierte sich auf sakrale Kunst und entwickelte in diesem Bereich eine charakteristische Ausdrucksform. Er arbeitete bevorzugt mit Holz, Eisen und Stein.
Nach dem Ersten Weltkrieg fertigte Kuolt zahlreiche Kriegerdenkmäler und Gedenktafeln für Gefallene, unter anderem für die Gemeinden Wurmlingen (1919), Dürbheim (1920), Mühlhausen bei Schwenningen (1921), Oberflacht (1921), Spaichingen (1922) und Nusplingen (1922). Einige dieser Werke sind bis heute erhalten, darunter ein Gedenkaltar, der im Gewerbemuseum Spaichingen ausgestellt ist.

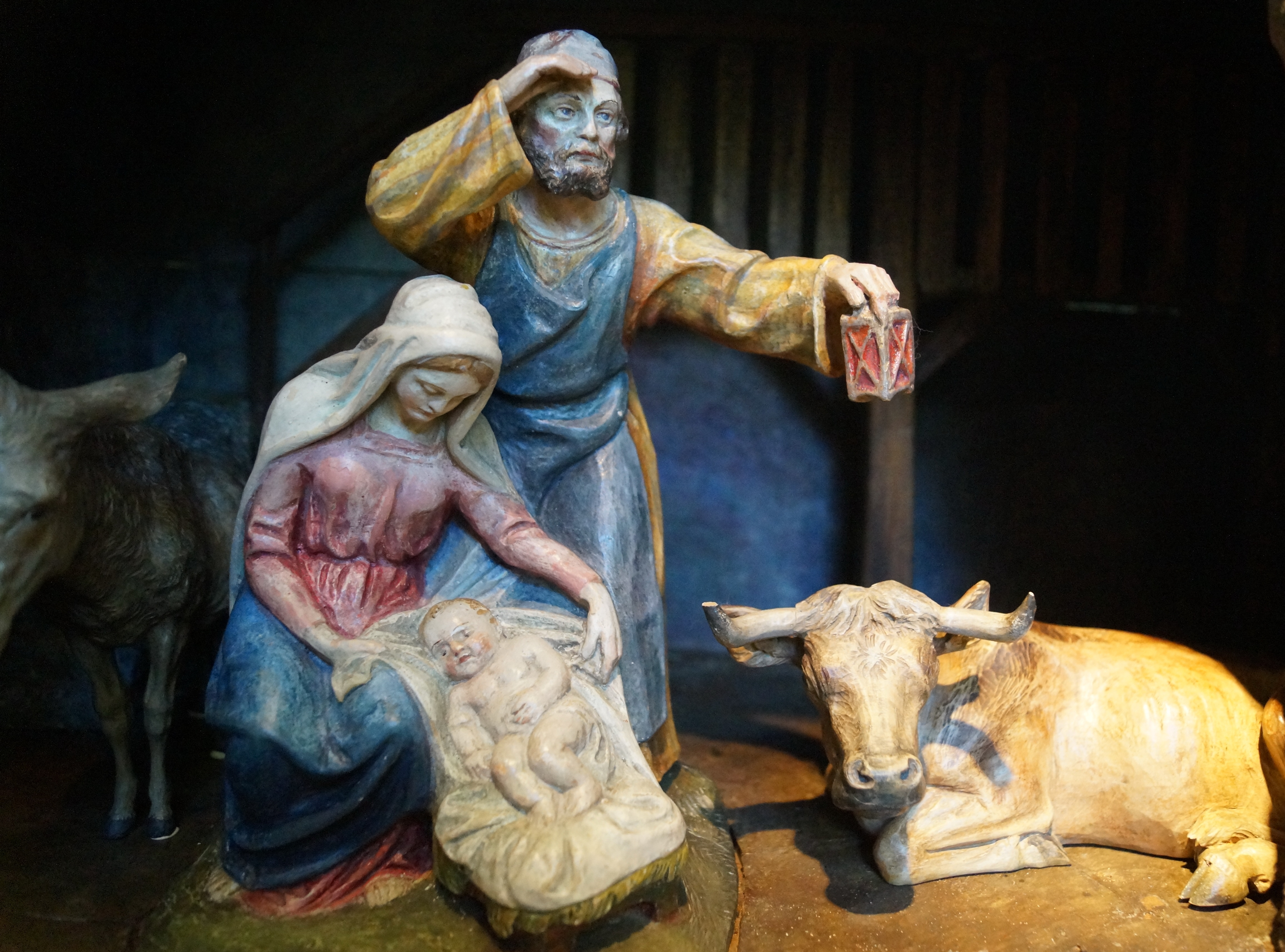
Heilige Familie aus der Weihnachtskrippe von Karl Kuolt, Gewerbemuseum Spaichingen

Besondere Bekanntheit erlangte Kuolt durch seine Weihnachtskrippen. Die von ihm entworfene sogenannte „Kuolt-Krippe“ wurde zur Vervielfältigung freigegeben und wird noch heute von der Südtiroler Firma ANRI in verschiedenen Größen und Ausführungen produziert. Die Figuren zeichnen sich durch eine volkstümliche Gestaltung aus und sind bei Sammlern sehr beliebt.
Für die Spaichinger Stadtpfarrkirche schuf Kuolt im Jahr 1920 eine Weihnachtskrippe, deren Figuren teilweise nach dem Vorbild lokaler Persönlichkeiten gestaltet wurden, darunter auch seine Eltern. In einer der Figuren der Heiligen Drei Könige ist der Künstler selbst dargestellt. Diese Krippe befindet sich heute als Leihgabe der katholischen Kirchengemeinde im Gewerbemuseum Spaichingen, das eine kleine Dauerausstellung zu Kuolts Werk beherbergt.